# 裸海蝶
裸海蝶（學名：Clione limacina），俗稱海天使，生活在北冰洋及南冰洋水深350米處。它們最初被描述為翼足目的一種。

## 亞種
- Subspecies Clione limacina antarctica（英语：Clione antarctica） E. A. Smith, 1902
- Subspecies Clione limacina australis (Bruguière, 1792)
- Subspecies Clione limacina limacina (Phipps, 1774)（指名亞種）

## 分佈
裸海蝶分佈在寒冷海域：除南極裸海蝶只見於南極海域以外，其餘兩個亞種分佈於由北冰洋至北卡羅萊納州、阿拉斯加、加拿大及北歐的北大西洋及北太平洋。裸海蝶有時會在北歐的海岸積聚成群。

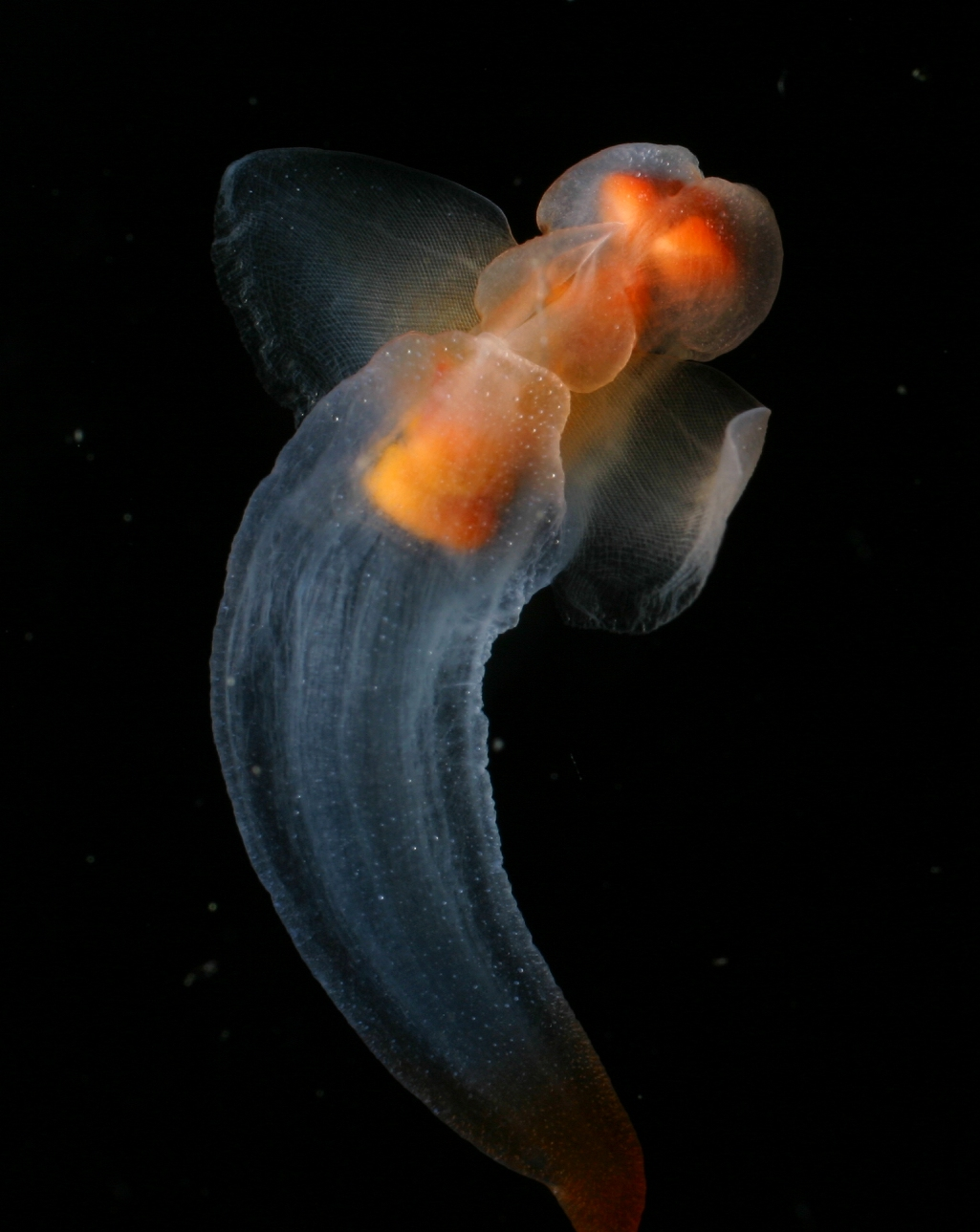
Clione limacina

## 型態描述
在北半球的兩個亞種在體長上有分別：在北方棲息的亞種在較冷水溫的環境棲息，成熟時體長約3 cm（1.2英寸），最長可達7—8.5 cm（2.8—3.3英寸）。
而在南方棲息的亚种則只長1.2 cm（0.47英寸）。
最長的可達4公分。
這個翼足目物種在神經生物學的範疇曾被深入研究過。

## 生態
裸海蝶生活在表層帶及中层带。

### 食性
裸海蝶幾乎只以蟠虎螺（有殼翼足亞目的螔螺屬物種）為食，例如：蟠虎螺（Limacina helicina）及後彎螔螺（Limacina retroversa）。牠們進食的過程有點特別：牠們的口器（buccal apparatus）有三對叫作口錐（buccal cones）的觸手狀部分。牠們利用這些口錐抓緊蟠虎螺的殼。當獵物的殼口面向其齒舌時，裸海蝶會用其幾丁質的鉤捉住獵物，將之從殼中抽出及吞下。
根據一份以138隻裸海蝶作研究對象的文獻，這些裸海蝶處於一個沒有成年螔螺屬物種的環境一段時間。當這些裸海蝶被解剖後，當中有24隻的胃裡還殘留有端足類、另外3隻殘留有哲水蚤。在這段臨時轉變食物環境的情況下，裸海蝶可不進食一段時期而不至於餓死，儘管裸海蝶其實可以在沒有食物的情況下生存達一年之久。在這種特殊的假死狀態下，實驗室內研究個體的其體長也會從原來平均22.4毫米的體長縮減至只有12毫米長。
剛孵化的裸海蝶幼体以浮游植物為食，但隨著成長會逐漸改以螔螺屬物種為食；且體型較小的裸海蝶個體會以小型螔螺屬為食，體型較大的個體則會選擇避開這些小型的螔螺屬。

### 生命週期
在斯瓦尔巴，牠們的生命週期 至少有兩年。裸海蝶為雌雄同體，且為同時雌雄同體，這代表每個裸海蝶個體在同一個時刻中，同時具備了有功能的雌性與雄性生殖器官。牠們在春夏之間交配，卵大約大0.12 mm（4.7 thou）。
牠們被鬚鯨小目等食浮游生物的動物所食，故航海人員曾稱之為「鯨糧」；大麻哈鱼等魚也會捕食裸海蝶。

## 外部連結
- 維基物種上的相關：裸海蝶
- 裸海蝶在NCBI的頁面連結